# ケントの花
‘ケントの花’（ケントのはな、英: ‘Flower of Kent’）は、リンゴ（セイヨウリンゴ）の古い栽培品種の1つである（図1）。もともとは調理用とされるが、現在ではほとんど利用されていない。アイザック・ニュートンが万有引力の法則を構築したのは、1665年ごろに故郷でこの品種のリンゴが落果するのを見たことが契機になったと伝わり、そのためこの木は「ニュートンのリンゴ」、「ニュートンのリンゴの木」などともよばれる。万有引力発見の逸話に登場する木は老衰のため1814年に伐採されて現存しないが、接ぎ木で残されたクローンが世界各地で栽培されている。

## 特徴
樹勢は強く、直立して広がる（図1）。夏季が涼しい環境を好む。着果数は多くなく、枝の先端側につく。果実の熟す時期が不揃いである。また、熟した果実は自然に落果しやすい。この性質は、ニュートンによる万有引力の法則着想の際の逸話（下記参照）と整合的である。
果実はやや洋ナシ形、畝が発達する（図2）。果柄と反対側のくぼみ（がくあ部、萼窪部）は浅い。皮は緑色からオリーブ色、縞状に赤く着色する（図2）。果肉は白く、やや粉っぽく、果汁に富む。

## 利用
生食には向かず、調理用として利用されていた。上記のように、果実が熟する時期が不揃いであるため、まとめて収穫して市場に流通させることができず、現在では果実利用のための商業栽培葉はされていない。
本品種はもともと生食用ではないが、味や食感は現代の生食用リンゴに劣るとされ、「まずい」、「渋い」、「まずいカスが口の中で残る」、「砂のような食感」と表現されることがある。落果してしばらくすると完熟して美味しく食べられるようになるが、完熟した状態では保存がきかない。

## 歴史
品種としての‘ケントの花’の起源は古く、少なくとも1629年以前にさかのぼると考えられている。原産地は、フランスと推定されているが、英国とされることもある。

## 逸話

### ニュートンのリンゴの木
アイザック・ニュートンは、1665年8月から1666年3月25日までと、1666年6月22日から1667年3月までの2回にわたって、ペスト流行のため故郷のウールズソープ・マナーに疎開していた。彼は、庭に座って瞑想にふけっていた。そのとき、‘ケントの花’の木から、1個のリンゴが風もないのに落果してきたのが万有引力の法則着想の契機になったという。ニュートンと同時代の作家であるウィリアム・ステュークリは、その著書『Memoirs of Sir Isaac Newton's Life』において、1726年4月15日のニュートンとの会話としてこの逸話を記述している。ヴォルテールも、ニュートンの姪から聞いたとして同様の話を紹介している（アイザック・ニュートン#リンゴについての逸話を参照）。ただし、この逸話についてはさまざまな解釈がなされており、実際の出来事であるかについては議論がある。

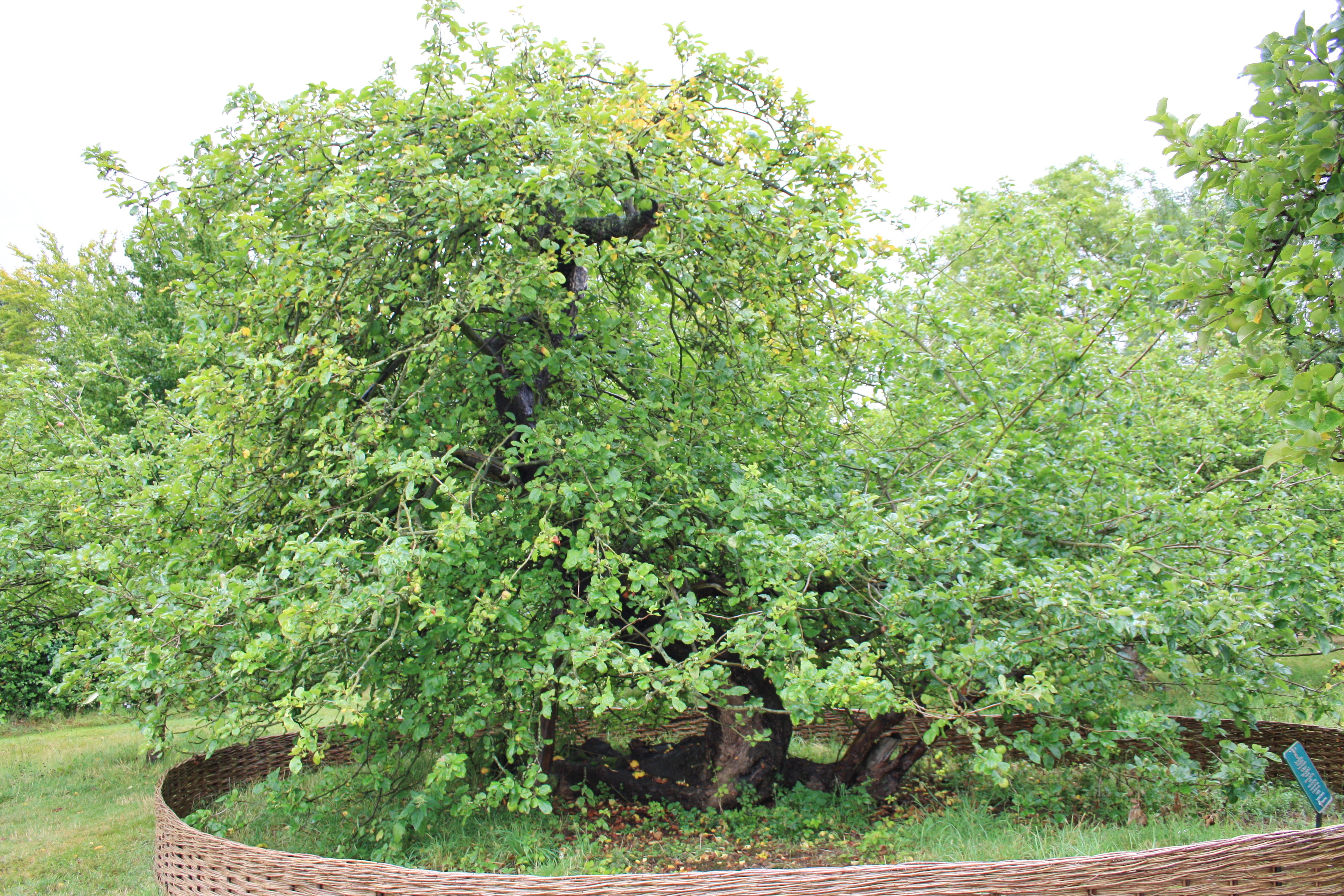
3. ウールズソープ・マナーの‘ケントの花’（2011年8月）。この樹はThe Tree Councilによって50 Great British Treesのひとつに選出されている。

万有引力発見の逸話に登場したリンゴの木は、1814年に老衰のために伐採されて現存しない。この原木で作られた椅子と余ったリンゴの材木は、英国王立協会と天文台が保存している。伐採以前に接ぎ木で増やしたものが、「ニュートンのリンゴの木」として現地（図3）を含め世界各地で栽培されている。
2010年5月14日、‘ケントの花’はスペースシャトル・アトランティスのミッションSTS-132において宇宙に旅立った。これは、イギリス出身のミッションスペシャリスト、ピアーズ・セラーズが「公式携行品」として持参したもので、約10センチメートルほどの木片がニュートンの肖像画とともに積み込まれた。宇宙空間を体験した‘ケントの花’の木片は、ミッション終了後に本来の持ち主である英国王立協会に戻されたという。

### 日本への伝来
日本に‘ケントの花’が伝来したのは、1964年のことであった。この伝来について、化学者の柴田雄次（1962年から1970年まで日本学士院院長を務めた）が大きな役割を果たした。柴田は当時イギリス国立物理学研究所長を務めていたゴードン・サザーランドとは旧知の仲であった。イギリス国立物理学研究所の敷地内には、「ニュートンのリンゴの木」の子孫にあたる木が生育していたため（図1）、柴田はその木が結実したら1個もらいたいと依頼していた。サザランドは1962年秋、万国化学協会の実行委員会が日本で開催された際に来日し、柴田から依頼されたとおり、その木に初めて結実したリンゴ1個を持参した。
柴田などはそのリンゴの種子から実生を育成することを考えていたというが、サザーランドは「種子を播いてできた木は、ニュートンのりんごの子孫であるが、ニュートンのりんごでないので、本物の接ぎ木苗を送る」という手紙を1963年に送ってきた。サザーランドは柴田に宛てて接ぎ木苗を1本航空便で送り、その木は1964年2月20日に羽田空港に到着した。

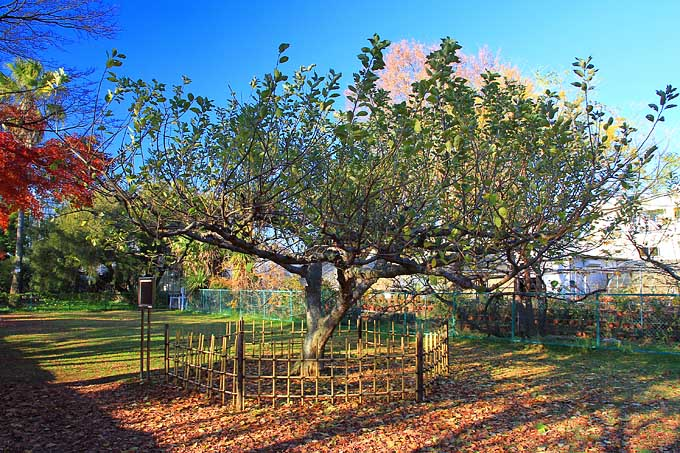
4. 小石川植物園の‘ケントの花’（2010年12月）

しかし、防疫検査によりこの苗木は高接病ウイルス（Apple chlorotic leafspot virus; ACLSV）感染の疑いをもたれ、条件付きの輸入許可となり横浜植物防疫所大和隔離圃場で1年間隔離栽培のうえで詳細に検査することとなった。その検査結果は、やはり高接病ウイルスに感染していたことがわかり、焼却処分さえ検討された。この苗木は学術上貴重な文化遺産であるので何としても残したいという柴田たちの要望を受け入れて、小石川植物園に隔離されることになった。高接病は接ぎ木以外の方法では伝染しないため、ウイルス無毒化の研究が続けられた。
農林水産省果樹試験場などが実施した高接病ウイルス無毒化の研究資料をもとに、小石川植物園では熱処理法を行ってウイルス除去に成功した。熱処理法は高温下で木の生長を促進するとウイルスの増殖スピードが追いつかなくなることを応用して、伸ばした枝の先端部を切り取ってウイルス汚染のない接ぎ穂を作る方法であった。熱処理法に成功したのは1980年のことで、1981年からは小石川植物園内で一般に公開されている（図4）。この木から得られた穂木を接ぎ木し、日本各地で育成されている。